# Merelbeke
Merelbeke – miejscowość i gmina (gemeente) w Belgii, w Regionie Flamandzkim, w prowincji Flandria Wschodnia, w okręgu Gandawa.

## Podział administracyjny
W skład gminy wchodzi pięć dzielnic (deelgemeente):
- Bottelare
- Lemberge
- Melsen
- Munte
- Schelderode

## Demografia
- Źródła: NIS, od 1806 do 1981= według spisu; od 1990 liczba ludności w dniu 1 stycznia

1 stycznia 2024 całkowita populacja Merelbeke liczyła 25 229 osób. Łączna powierzchnia gminy wynosi 37 km², co daje gęstość zaludnienia 682 mieszkańców na km².
W mieście jest stacja kolejowa Merelbeke.